# Trochimy
Trochimy (biał. Трахімы; ros. Трохимы) – wieś na Białorusi, w obwodzie grodzieńskim, w rejonie brzostowickim, w sielsowiecie Koniuchy.
W dwudziestoleciu międzywojennym wieś leżała w Polsce, w województwie białostockim, w powiecie grodzieńskim, w gminie Indura.
Według Powszechnego Spisu Ludności z 1921 roku ówczesny folwark zamieszkiwało 201 osób, 200 było wyznania rzymskokatolickiego a 1 prawosławnego. Jednocześnie 200 mieszkańców zadeklarowało polską przynależność narodową a 1 białoruską. Były tu 42 budynki mieszkalne.
Miejscowość należała do parafii rzymskokatolickiej w m. Odelsk  i parafii prawosławnej w Indurze.
Podlegała pod Sąd Grodzki w Indurze i Okręgowy w Grodnie; właściwy urząd pocztowy mieścił się w Odelsku.